# Trachelomonas cervicula
Trachelomonas cervicula là một loài tảo thuộc chi Trachelomonas. Nó được Alfred C. Stokes mô tả lần đầu tiên vào năm 1890.

## Mô tả

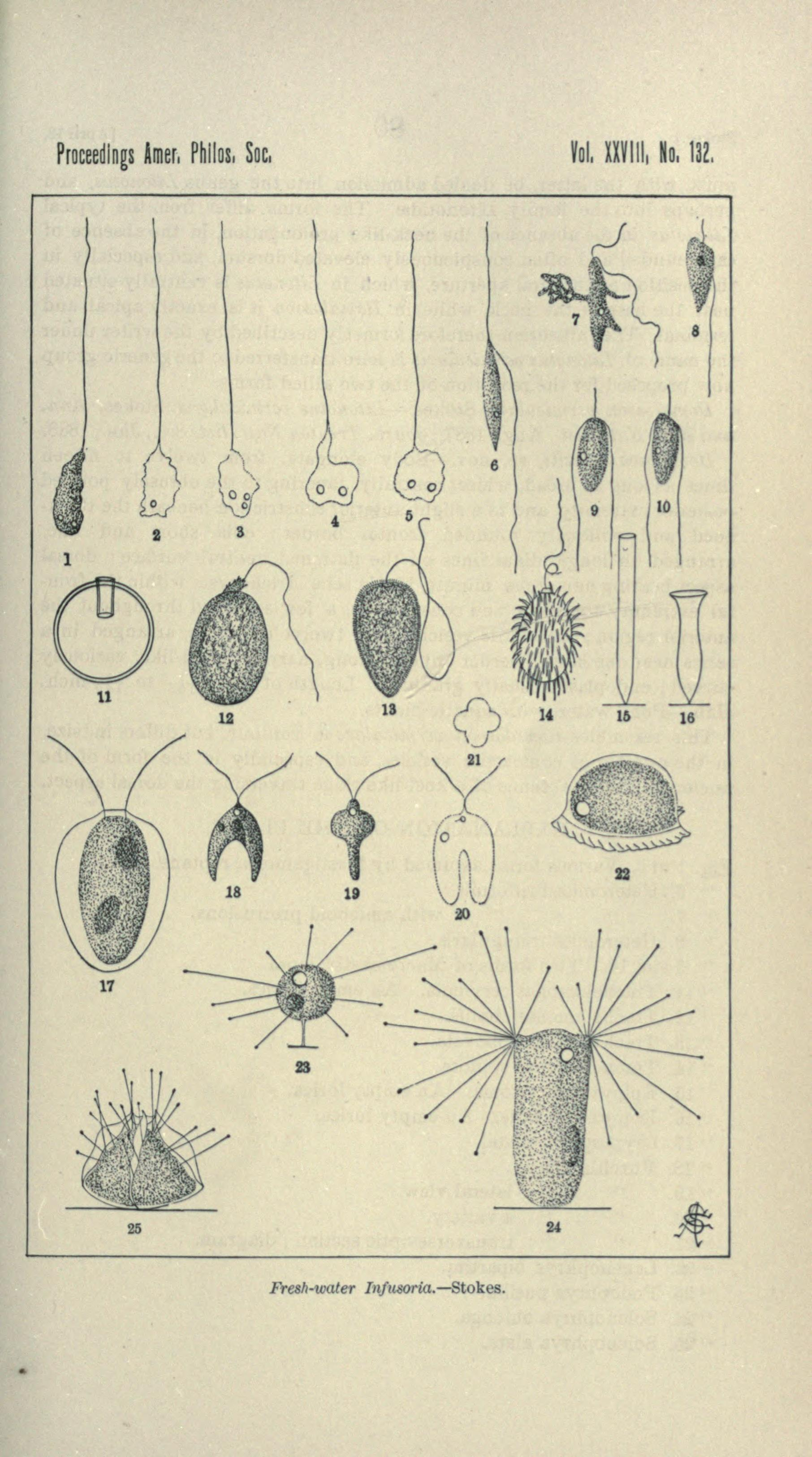
Kiểu mẫu định danh (11) của loài này dựa trên các mẫu vật được thu thập từ một cái ao có mái che vào tháng 2 năm 1890.

Trachelomonas cervicula là một loài tảo có thể được tìm thấy rất nhiều trong các ao nước ngọt. Lớp vỏ bảo vệ bên ngoài của nó có màu vàng cam và gần như hình cầu. Nó có một lỗ trước với một đường viền bên ngoài dày hơn, hơi nhô ra. Bên trong lỗ là một đường viền thẳng ra bên ngoài và được tạo ra bên trong dưới dạng một ống thẳng và hình trụ chitinous, dài khoảng một phần ba đường kính của thùy. Đường kính của lớp vỏ này là 22–23 μm,  dài 18–23 μm,  và rộng 16–21 μm. Loài này khác với các loài trùng cỏ khác bởi sự kéo dài của ống bên trong. Loại mẫu định danh của nó được thu thập rất nhiều từ một cái ao có mái che vào đầu tháng 2 năm 1890. Do đó, nó có thể là một loài động vật sống.

## Môi trường sống và phạm vi
Ban đầu môi trường sống của T. cervicula được mô tả là nước ao được bảo vệ,  các mẫu vật cũng đã được quan sát thấy ở các sông như sông Lematang và sông Paraná.  Do sự khan hiếm của các nghiên cứu về chi Trachelomonas và số lượng lớn các loài trong chi, nên rất khó để biết được đầy đủ các loài. Tuy nhiên, các quan sát đã được ghi nhận ở Nam Mỹ, Châu Âu và Đông Nam Á.

## Sinh thái học
Trachelomonas cervicula đã được quan sát thấy trong một môi trường bị ô nhiễm nặng bởi tali và các hợp chất kim loại nặng khác như cadmi, chì và kẽm. Đây là những chất cực kỳ độc hại đối với sinh vật sống. Tuy nhiên, T. cervicula có thể tồn tại ở nồng độ tali cao. Nhưng việc khai thác cát và đá của con người đã làm xáo trộn và phá hủy môi trường sống thích hợp của loài tảo này, vì thực vật phù du có vai trò dinh dưỡng quan trọng đối với chúng.